# Lätta brigadens anfall

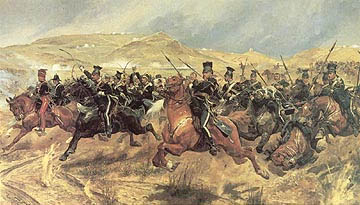
Lätta brigadens anfall, enligt konstnären Richard Caton Woodville.

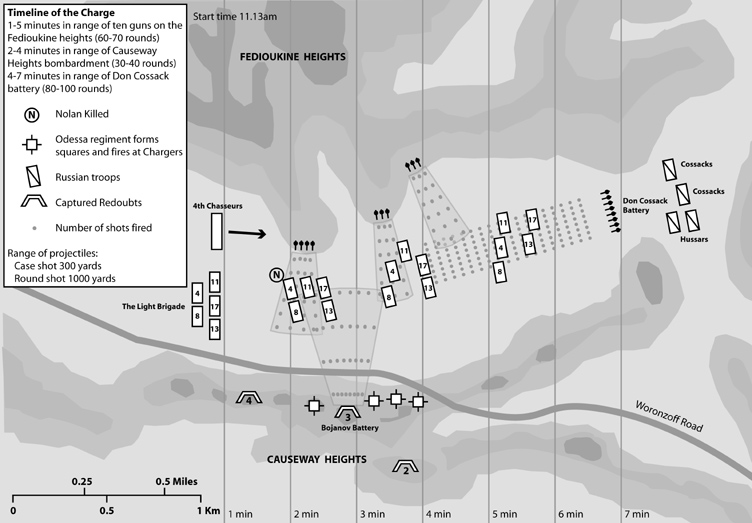
Tidslinje över fem minuter av anfallet.

Lätta brigadens anfall under slaget vid Balaklava den 25 oktober 1854, vid staden Balaklava på Krim under Krimkriget, är ett av krigshistoriens mest omskrivna militära misstag. Det var ett kavallerianfall med fem regementen, totalt 673 man, anförda av Lord Cardigan. Syftet var att förfölja och nedgöra ett ryskt retirerande batteri, men genom ett missförstånd gav de sig på fasta ryska kanonställningar, med katastrofala följder. Det kallas därför även "dödsritten vid Balaklava".

## Anfallets förlopp
Anfallets första linje bestod av 11th Hussars, 17th Lancers och 13th Light Dragoons. De följdes av de två kavalleriregementena 4th Light Dragoons och 8th Hussars. Strax efter klockan elva började de rida genom en dal mot ryssarnas redutt ungefär tre kilometer österut. De blev beskjutna av ryska kanoner på kullarna både till höger och till vänster, och senare framifrån. Av de 670 kavallerister som deltog i anfallet återvände 119 på sina hästar.

## Eftermäle
Anfallet har beskrivits i en känd dikt från 1854 av Alfred Tennyson, med titeln Den lätta brigadens attack .